# Bromeliagrion fernandezianum
Bromeliagrion fernandezianum là loài chuồn chuồn trong họ Coenagrionidae. Loài này được Rácenis mô tả khoa học đầu tiên năm 1958.